# Château-Renard
Château-Renard település Franciaországban, Loiret megyében. Lakosainak száma 2108 fő (2022. január 1.). Château-Renard Saint-Firmin-des-Bois, La Chapelle-sur-Aveyron, Chuelles, Gy-les-Nonains, Melleroy, Montbouy, Saint-Germain-des-Prés és Triguères községekkel határos.

## Népesség
A település népességének változása:
| Lakosok száma | 2120 | 2223 | 2302 | 2386 | 2239 | 2237 | 2187 | 2118 | 2106 | 2108 |
|               | 1968 | 1982 | 1990 | 2006 | 2013 | 2015 | 2017 | 2019 | 2020 | 2022 |